# 片山內閣
片山内閣（日语：／ Katayama Naikaku */?）是日本眾議院議員、日本社會黨委員長片山哲就任第46任內閣總理大臣（首相）後，自1947年5月24日至1948年3月10日組成的內閣。

## 國務大臣
| 職務                   | 代       | 姓名                        | 姓名         | 議席·出身黨派               | 在任期間                       |
| ---------------------- | -------- | --------------------------- | ------------ | --------------------------- | ------------------------------ |
| 內閣總理大臣           | 46       |                             | 片山哲       | 眾議院議員 日本社會黨委員長 | 1947年5月24日 - 1948年3月10日  |
| 副總理                 |          |                             | 蘆田均       | 眾議院議員 民主黨總裁       | 1947年6月1日 - 1948年3月10日   |
| 外務大臣               |          |                             | 蘆田均       | 眾議院議員 民主黨總裁       | 1947年6月1日 - 1948年3月10日   |
| 內務大臣               |          |                             | 木村小左衛門 | 眾議院議員 民主黨           | 1947年6月1日 - 同年12月31日    |
| 大藏大臣               |          |                             | 矢野庄太郎   | 眾議院議員 民主黨           | 1947年6月1日 - 同年6月25日     |
| 大藏大臣               |          |                             | 栗栖赳夫     | 參議院議員 綠風會           | 1947年6月25日 - 1948年3月10日  |
| 司法大臣               |          |                             | 鈴木義男     | 眾議院議員 日本社會黨       | 1947年6月1日 - 1948年2月15日   |
| 法務總裁               | 1        | 1948年2月15日 - 同年3月10日 | 鈴木義男     | 眾議院議員 日本社會黨       |                                |
| 文部大臣               |          |                             | 森戶辰男     | 眾議院議員 日本社會黨       | 1947年6月1日 - 1948年3月10日   |
| 厚生大臣               |          |                             | 一松定吉     | 眾議院議員 民主黨           | 1947年6月1日 - 1948年3月10日   |
| 農林大臣               |          |                             | 平野力三     | 眾議院議員 日本社會黨       | 1947年6月1日 - 同年11月4日     |
| 農林大臣               | 臨時代理 |                             | 片山哲       | 眾議院議員 日本社會黨委員長 | 1947年11月4日 - 同年12月13日   |
| 農林大臣               |          |                             | 波多野鼎     | 眾議院議員 日本社會黨       | 1947年12月13日 - 1948年3月10日 |
| 商工大臣               |          |                             | 水谷長三郎   | 眾議院議員 日本社會黨       | 1947年6月1日 - 1948年3月10日   |
| 運輸大臣               |          |                             | 苫米地義三   | 眾議院議員 民主黨           | 1947年6月1日 - 同年12月4日     |
| 運輸大臣               |          |                             | 北村德太郎   | 眾議院議員 民主黨           | 1947年12月4日 - 1948年3月10日  |
| 遞信大臣               |          |                             | 三木武夫     | 眾議院議員 國民協同黨       | 1947年6月1日 - 1948年3月10日   |
| 勞動大臣               | 1        |                             | 米窪滿亮     | 眾議院議員 日本社會黨       | 1947年9月1日 - 1948年3月10日   |
| 經濟安定本部總務長官   |          |                             | 和田博雄     | 參議院議員 綠風會           | 1947年6月1日 - 1948年3月10日   |
| 物價廳長官             | 事務代理 |                             | 片山哲       | 眾議院議員 日本社會黨委員長 | 1947年5月27日 - 1947年6月1日   |
| 物價廳長官             | 兼任     |                             | 和田博雄     | 參議院議員 綠風會           | 1947年6月1日 - 1948年3月10日   |
| 復員廳總裁             | 2        |                             | 笹森順造     | 眾議院議員 國民協同黨       | 1947年6月1日 - 1947年10月15日  |
| 賠償廳長官             | 1        |                             | 笹森順造     | 眾議院議員 國民協同黨       | 1948年2月1日 - 1948年3月10日   |
| 行政調査部總裁         |          |                             | 齋藤隆夫     | 眾議院議員 民主黨           | 1947年6月1日 - 1948年3月10日   |
| 建設院總裁             | 1        |                             | 木村小左衛門 | 眾議院議員 民主黨           | 1948年1月1日 - 1948年3月10日   |
| 地方財政委員會委員長   | 1        |                             | 竹田儀一     | 眾議院議員 民主黨           | 1948年1月7日 - 1948年3月10日   |
| 國務大臣兼內閣官房長官 |          |                             | 西尾末廣     | 眾議院議員 日本社會黨       | 1947年6月1日 - 1948年3月10日   |
| 國務大臣（無任所）     |          |                             | 林平馬       | 眾議院議員 民主黨           | 1947年6月1日 - 1947年11月25日  |
| 國務大臣（無任所）     |          |                             | 米窪滿亮     | 眾議院議員 日本社會黨       | 1947年6月1日 - 1947年9月1日    |
| 國務大臣（無任所）     |          |                             | 笹森順造     | 眾議院議員 國民協同黨       | 1947年10月15日 - 1948年2月1日  |
| 國務大臣（無任所）     |          |                             | 竹田儀一     | 眾議院議員 民主黨           | 1947年6月1日 - 1948年1月7日    |

## 外部連結
- 閣僚名單 （页面存档备份，存于）

1. ↑  1947年12月31日、內務省廢止。